# Elmer Clifton
Elmer Clifton, (14 de marzo de 1890 - 15 de octubre de 1949) fue un guionista, actor y director cinematográfico estadounidense, que tuvo la mayor parte de su carrera en la época del cine mudo.

## Resumen biográfico

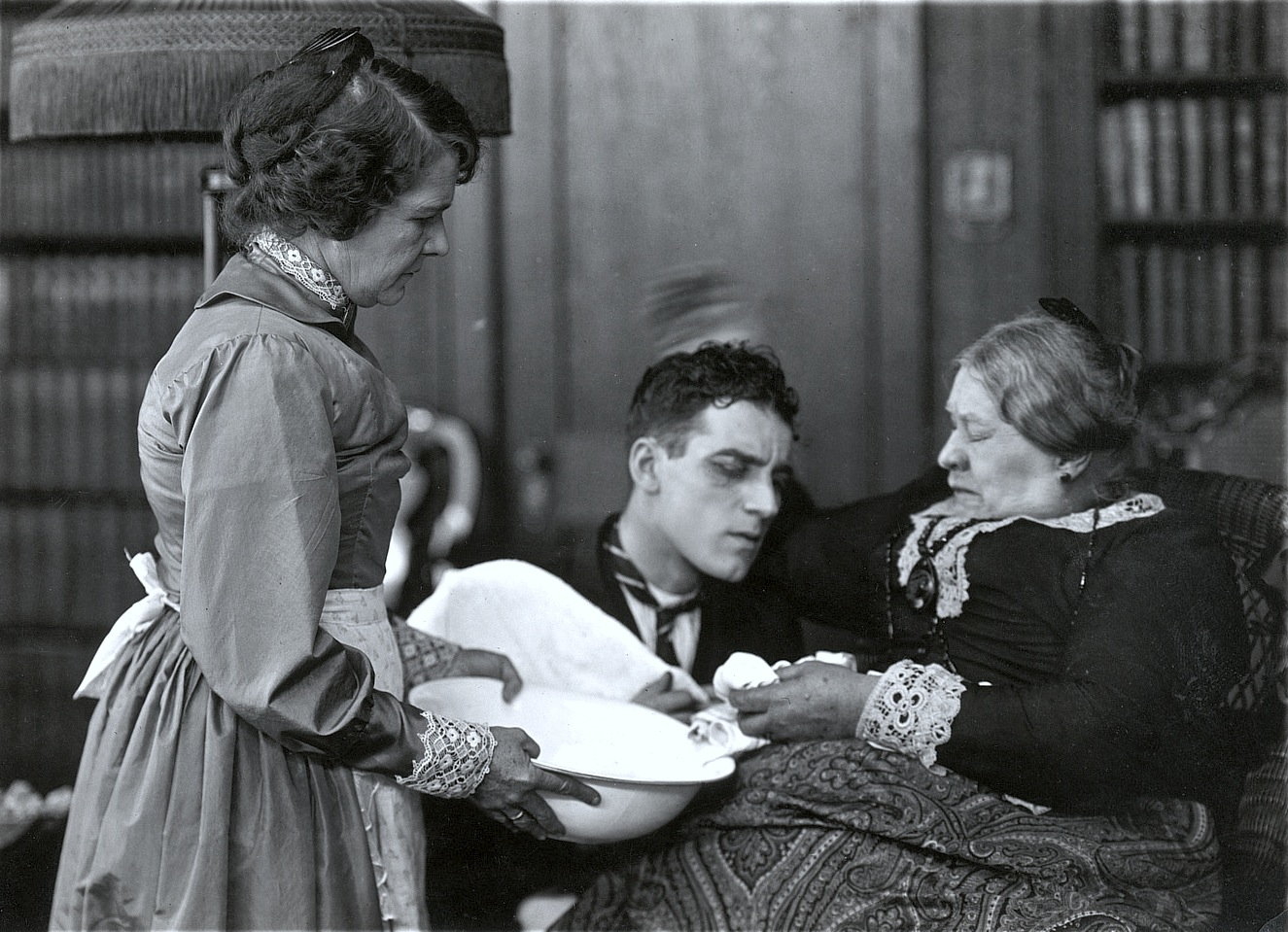
Her Official Fathers es una película muda estadounidense estrenada en 1917 y codirigida por Elmer Clifton y Joseph Henabery. Aparecen Jennie Lee (1848 - 1925), Bessie Buskirk (1892 - 1952) como la criada, y Frank Bennett (1890 - 1957).

Nacido en Chicago, Illinois, fue un colaborador del director D. W. Griffith. Por ello, actuó en El nacimiento de una nación (1915) y Intolerancia (1916) antes de abandonar la interpretación en 1919 y dedicarse al trabajo tras la cámara. 
En la era sonora, Clifton escribió y dirigió muchos westerns de bajo presupuesto, además del film Assassin of Youth (1937), dirigido a la lucha contra el cannabis. Su película Not Wanted (1949), fue finalizada por la directora y actriz Ida Lupino, ya que Clifton enfermó durante el rodaje.
Elmer Clifton falleció en Los Ángeles, California, en 1949 a causa de una hemorragia cerebral poco después del estreno de Not Wanted. Fue enterrado en el Cementerio Forest Lawn Memorial Park, en Glendale (California).